# Frank Frederik Elias Borger
Frank Frederik Elias Borger (circa 1848 - Well, 23 oktober 1910) was een Nederlandse burgemeester.

## Leven en werk
Borger was een zoon van Elias Kerst Borger en Janke Siebes Schaaff. Borger werd in 1878 benoemd tot burgemeester van de Drentse gemeente Roden. Deze functie vervulde bijna twintig jaar. In 1897 werd hem op eigen verzoek eervol ontslag verleend uit deze functie. Zijn broer Kerst Elias Borger was burgemeester van de Drentse plaatsen Havelte (1867-1872) en Meppel (1872-1905).